# Trung tâm Cảnh báo sóng thần Thái Bình Dương

Dấu hiệu Cảnh báo sóng thần

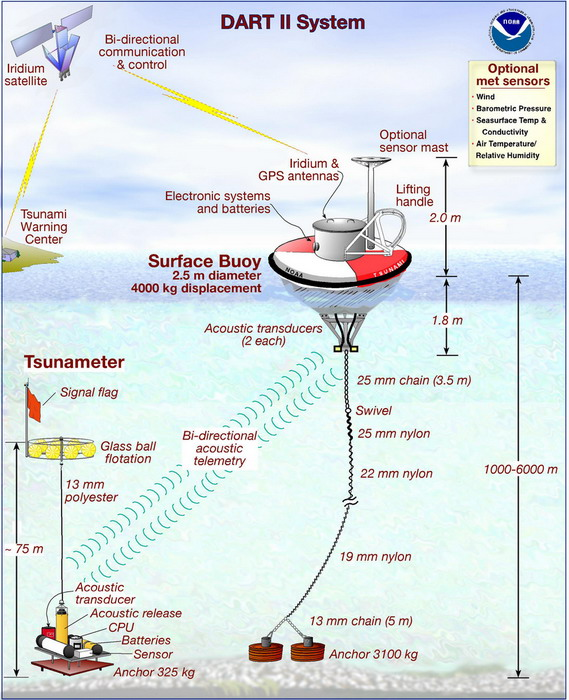
Sơ đồ trạm cảnh báo sóng thần đại dương DART II

Trung tâm Cảnh báo sóng thần Thái Bình Dương viết tắt là PTWC (tiếng Anh: Pacific Tsunami Warning Center) là một trong hai trung tâm cảnh báo sóng thần được điều hành bởi Cục Khí quyển và Đại dương quốc gia Hoa Kỳ (NOAA, National Oceanic and Atmospheric Administration).
Trụ sở chính của Trung tâm đặt ở Bãi biển Ewa, Hawaii. PTWC là một phần của chương trình hệ thống cảnh báo sóng thần quốc tế (TWS, tsunami warning system) và phục vụ như là trung tâm TWS phát bản tin vùng Thái Bình Dương, có trách nhiệm phát hành cảnh báo cho các thành viên và các quốc gia khác trong khu vực Thái Bình Dương. Trung tâm cũng là trung tâm cảnh báo nhà nước của vùng Hawaii.
Trung tâm cảnh báo sóng thần khác là Trung tâm Cảnh báo sóng thần quốc gia Hoa Kỳ (NTWC, National Tsunami Warning Center) đặt tại Palmer, Alaska, phục vụ tất cả các khu vực ven biển của Canada và Hoa Kỳ, ngoại trừ Hawaii, vùng biển Caribbe và Vịnh Mexico.